# Jaroslava Brychtová

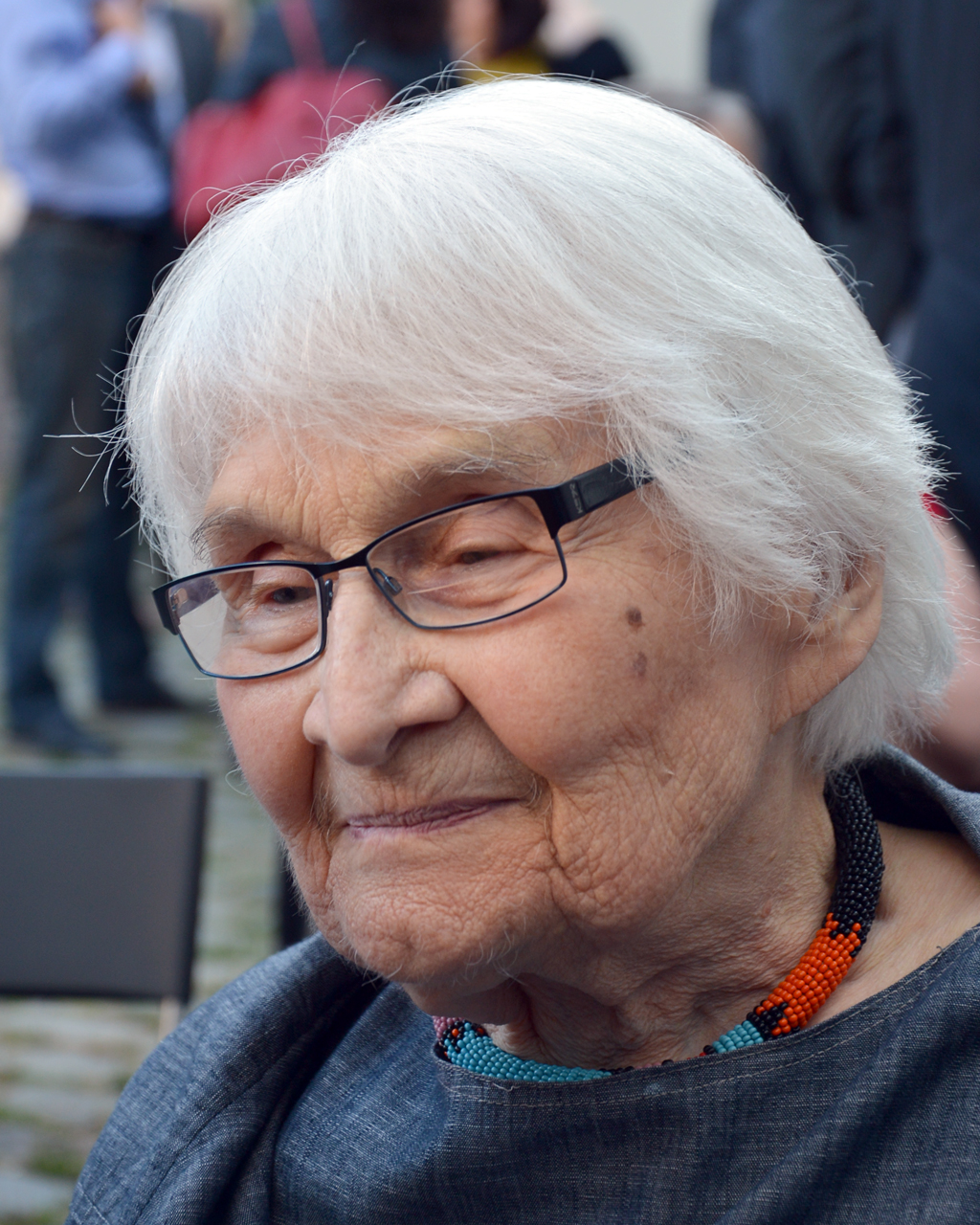
Jaroslava Brychtová (2016)

Jaroslava Brychtová (18. července 1924 Železný Brod – 8. dubna 2020 Jablonec nad Nisou) byla česká sochařka a především sklářka, celosvětově proslulá pro své monumentální skleněné plastiky. Ve svém díle spolupracovala se svým druhým manželem, Stanislavem Libenským.

## Život
Jejím otcem byl pražský sochař a sklář Jaroslav Brychta, spoluzakladatel sklářské průmyslové školy v Železném Brodě, její matka Anna Pekárková tvořila ručně tkané textilie.
V roce 1950 vystudovala VŠUP v Praze, jejím profesorem byl Karel Štipl. Zároveň vystudovala pražskou Akademii výtvarných umění. Spolu se Stanislavem Libenským prezentovali československou sklářskou tvorbu na výstavě Expo 58 v Bruselu a vytvořili plastiky pro interiér vysílače na Ještědu. Společně také vyvinuli techniku mold melting. Vystavovali na světových výstavách v Montrealu a Ósace.
Je autorkou vitráží pro Královskou hradní kapli na Špilberku. Několik jejích děl je umístěno ve stálých sbírkách muzea skla v Corningu v USA. Výrazně napomohla rozšíření známosti české tavené plastiky ve světě.
V roce 1967 se stala laureátkou Státní ceny Klementa Gottwalda. Po srpnové okupaci byla s manželem vyloučena z KSČ a na čas měla zakázáno cestovat do zahraničí. Dne 28. října 2005 převzala od prezidenta Václava Klause státní vyznamenání Medaili Za zásluhy. Roku 2008 byla přizvaná na natáčení krátkého dokumentárního filmu Vetřelci a volavky o historii a současném stavu uměleckých děl vytvořených v letech 1968–1989.
Z prvního manželství má dva syny a dceru.

## Dílo
Jaroslava Brychtová navázala na experimenty svého otce Jaroslava Brychty a od počátku své tvorby se zabývala výtvarným využitím technologie tavení skla ve formě. S taveným sklem pracovala od druhé poloviny 40. let a tvořila z něj vázy a komorní i monumentální figurativní reliéfy. Ve spolupráci Vilémem Dostrašilem vznikl realistický reliéf Praha (1952) pro hotel Družba/International v Praze nebo s Igorem Korčákem mříž Čápi pro Expo 58 v Bruselu.
Od roku 1954 pracovala společně se Stanislavem Libenským, jehož malířské nadání se ideálně spojilo se sochařským zaměřením J. Brychtové. Z počátků jejich společné tvorby pochází plastiky využívající dutiny, kterými dovnitř vstupuje světlo a vytváří magický efekt prozařováním, které zdůrazňuje různou tloušťku materiálu (Hlava-Miska, 1955-1956, Hlava I, 1957-1958, Polibek, 1958). Pro Expo 58 navrhli betonovou stěnu se skleněnými zvířecími reliéfy, inspirovanými jeskynními malbami.
Od první poloviny 60. let se zabývali geometricky stylizovanými figurálními reliéfy, které jsou považovány za jeden z vrcholů jejich společné tvorby (Modrá konkrece, Hnědá konkrece, 1966-1967, Srdce, 1970). Pro Expo 70 v Ósace vytvořili rozsáhlý několikadílný reliéf Řeka života, dnes rozptýlený v několika japonských sbírkách. V 70. a 80. letech pracovali s kontrasty vzájemně se prolínajících geometrických tvarů (Koule v krychli, 1970, Hranol v kouli, 1979-1980) a vytvořili řadu monumentálních realizací (Meteor, Květ, Pták, 1978-1980, The Corning Museum of Glass). Řada jejich monumentálních abstraktních děl má duchovní podtext (Rubáš I, 1995-1996, Rubáš II, 1997, Otisk anděla (1996-1997), Velký otisk anděla II (1999).
Brychtová je spolu se Stanislavem Libenským autorkou řady realizací v architektuře, z nichž k nejvýznamnějším patří dvě okna v Kapli sv. Václava ve svatovítské katedrále (1964-1969), okna zámecké kaple v Horšovském Týnu nebo výzdoba českých ambasád ve Stockholmu a Brasílii. Spolupracovala s ním také na plášti Nové scény Národního divadla. Až do poloviny 80. let realizovalo jejich skleněné plastiky vývojové středisko podniku Železnobrodské sklo, později spolupracovali se soukromými dílnami Studio Lhotský a Sklo Novotný.

### Sklo (se S. Libenským)

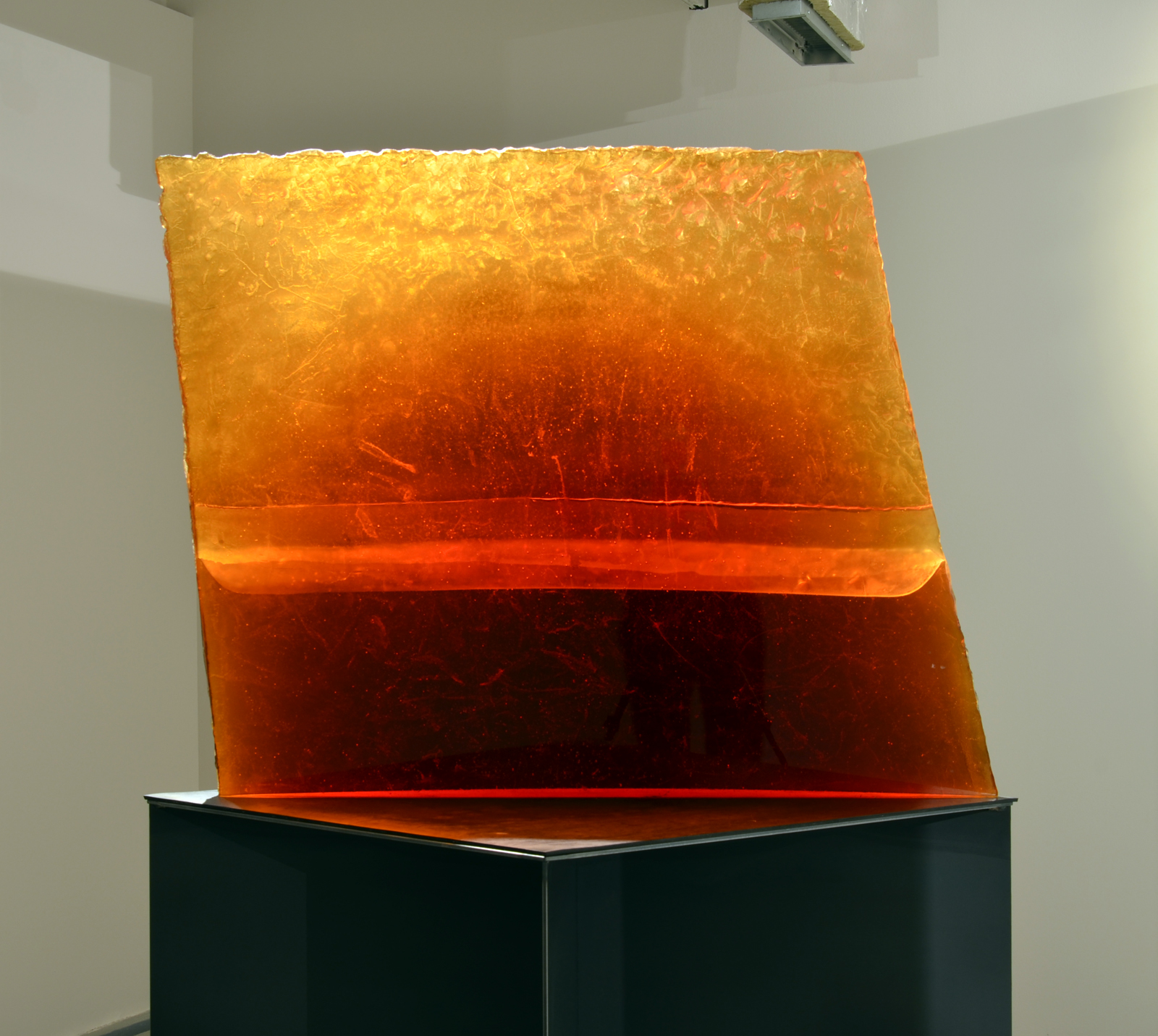
Stanislav Libenský, Jaroslava Brychtová, Horizont, 1992
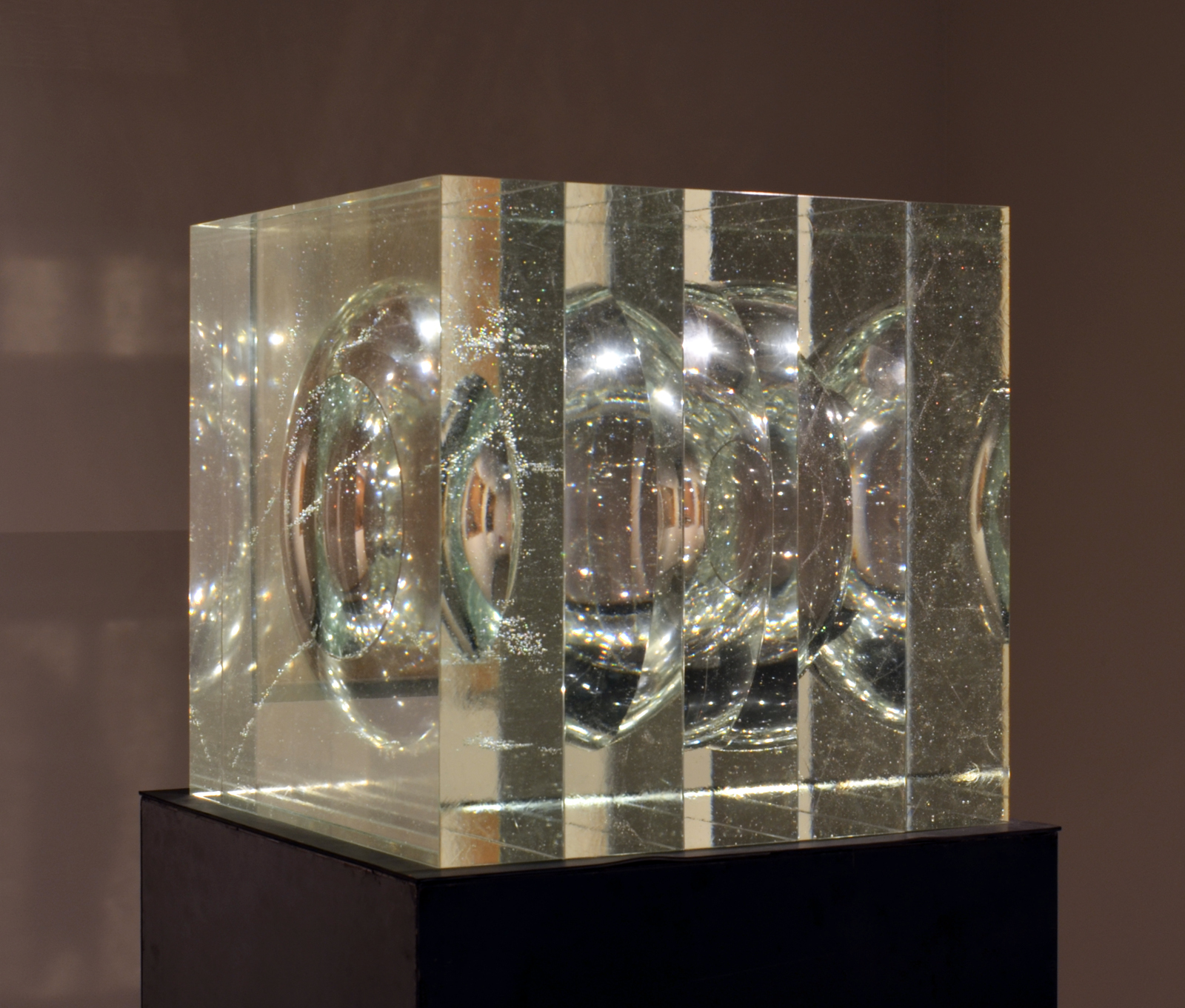
Stanislav Libenský, Jaroslava Brychtová, Koule v krychli, 1990
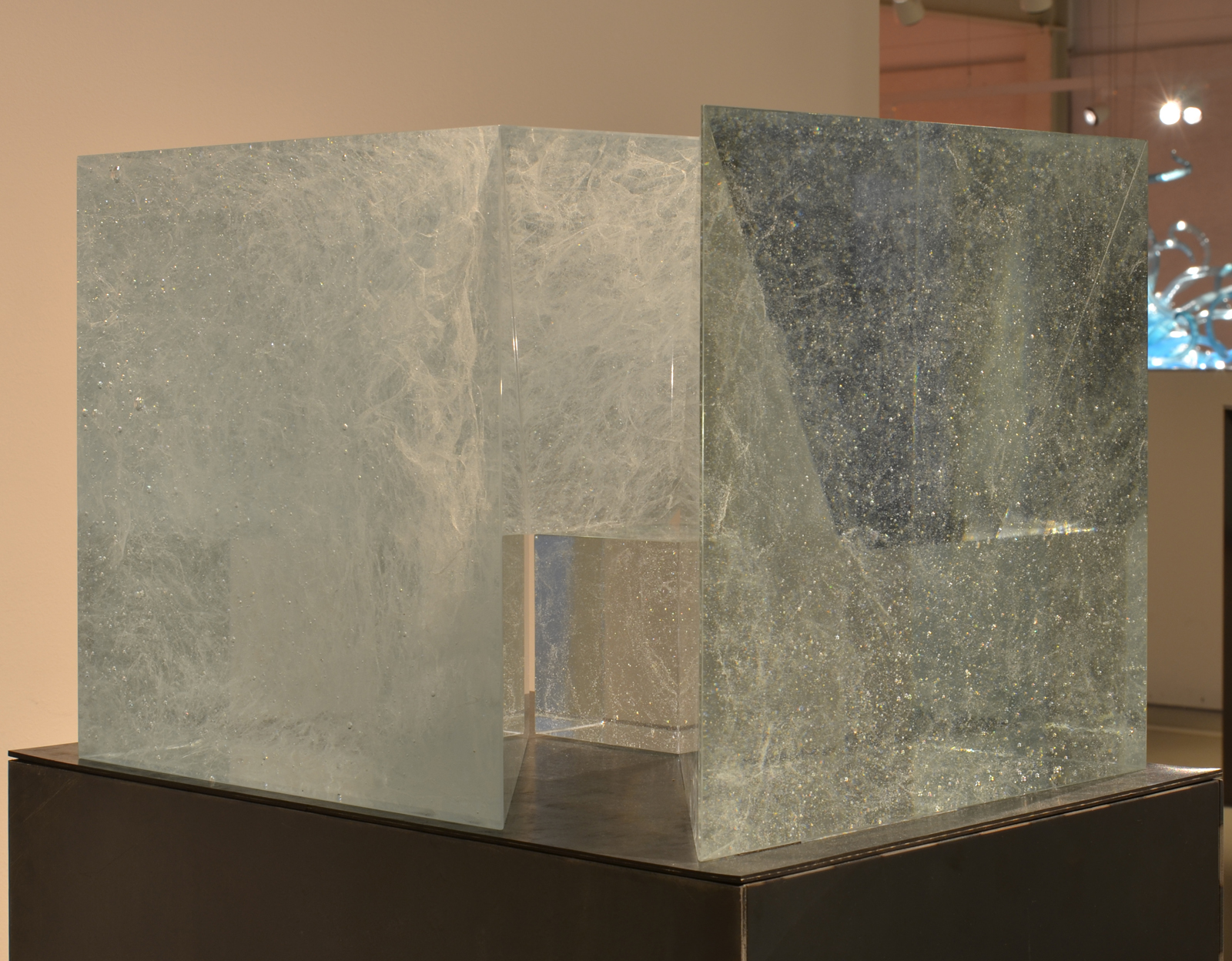
Stanislav Libenský, Jaroslava Brychtová, Krychle v krychli, 1983
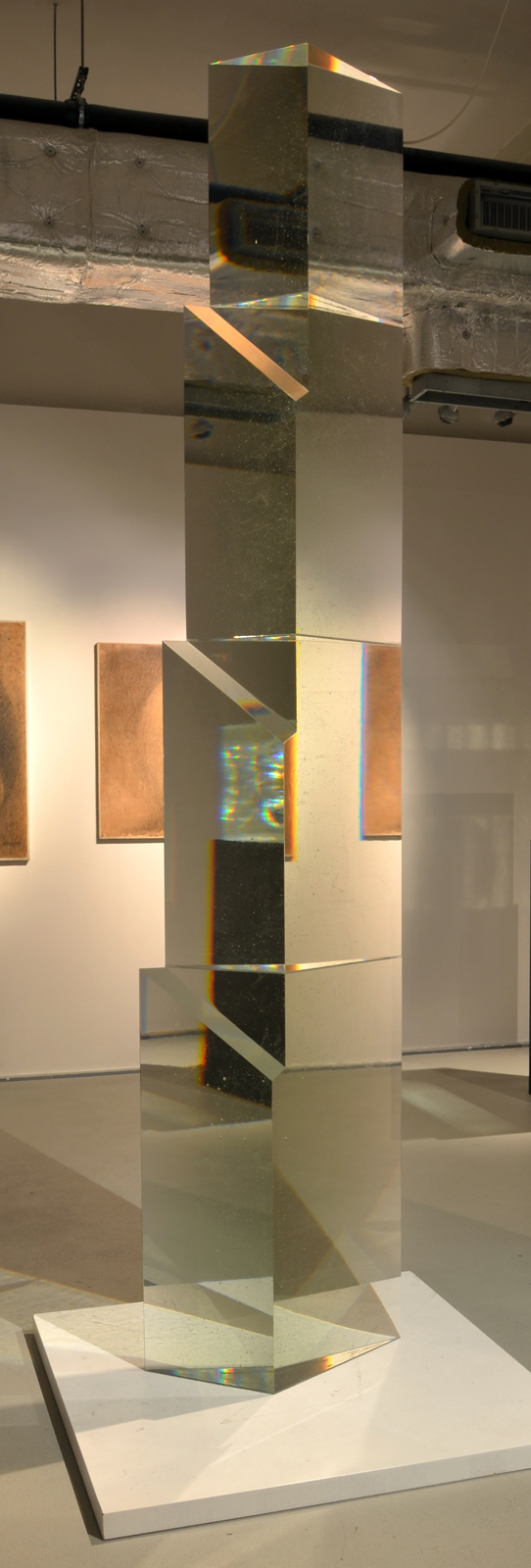
Stanislav Libenský, Jaroslava Brychtová, Sloup 3V (Victory), 1989–1990
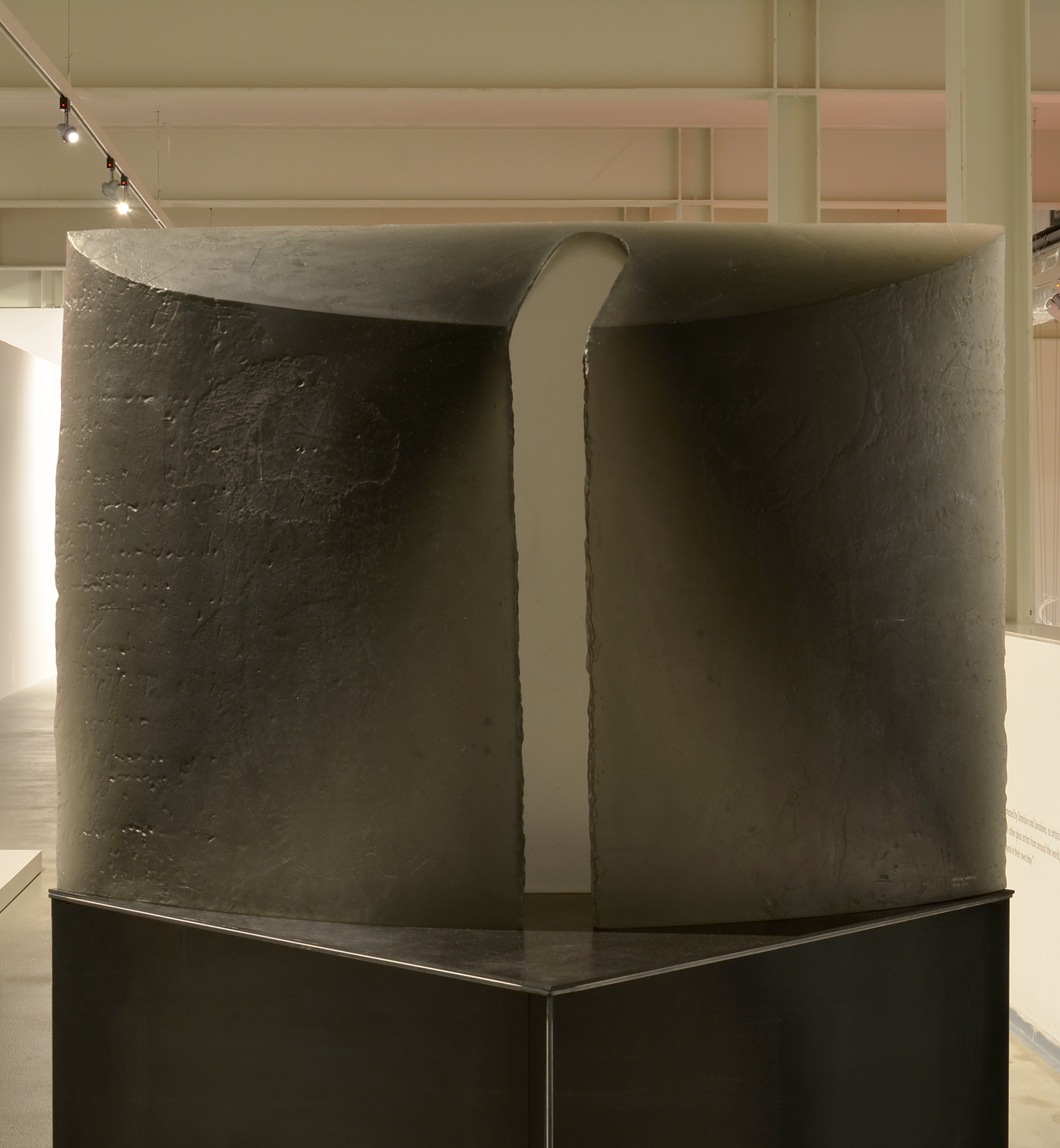
Stanislav Libenský, Jaroslava Brychtová, Rubáš II, 1997
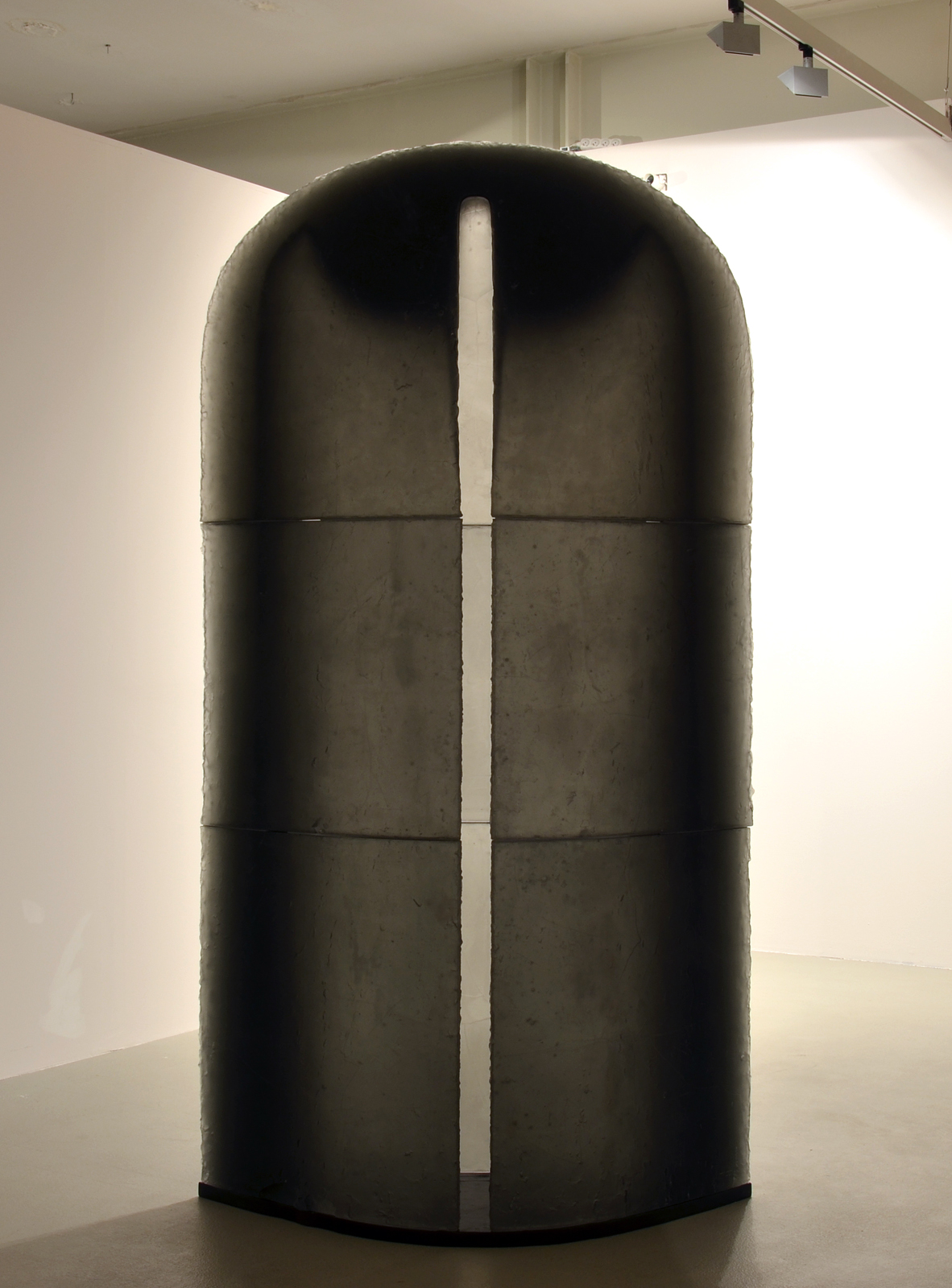
Stanislav Libenský, Jaroslava Brychtová, Velký otisk anděla II, 1999
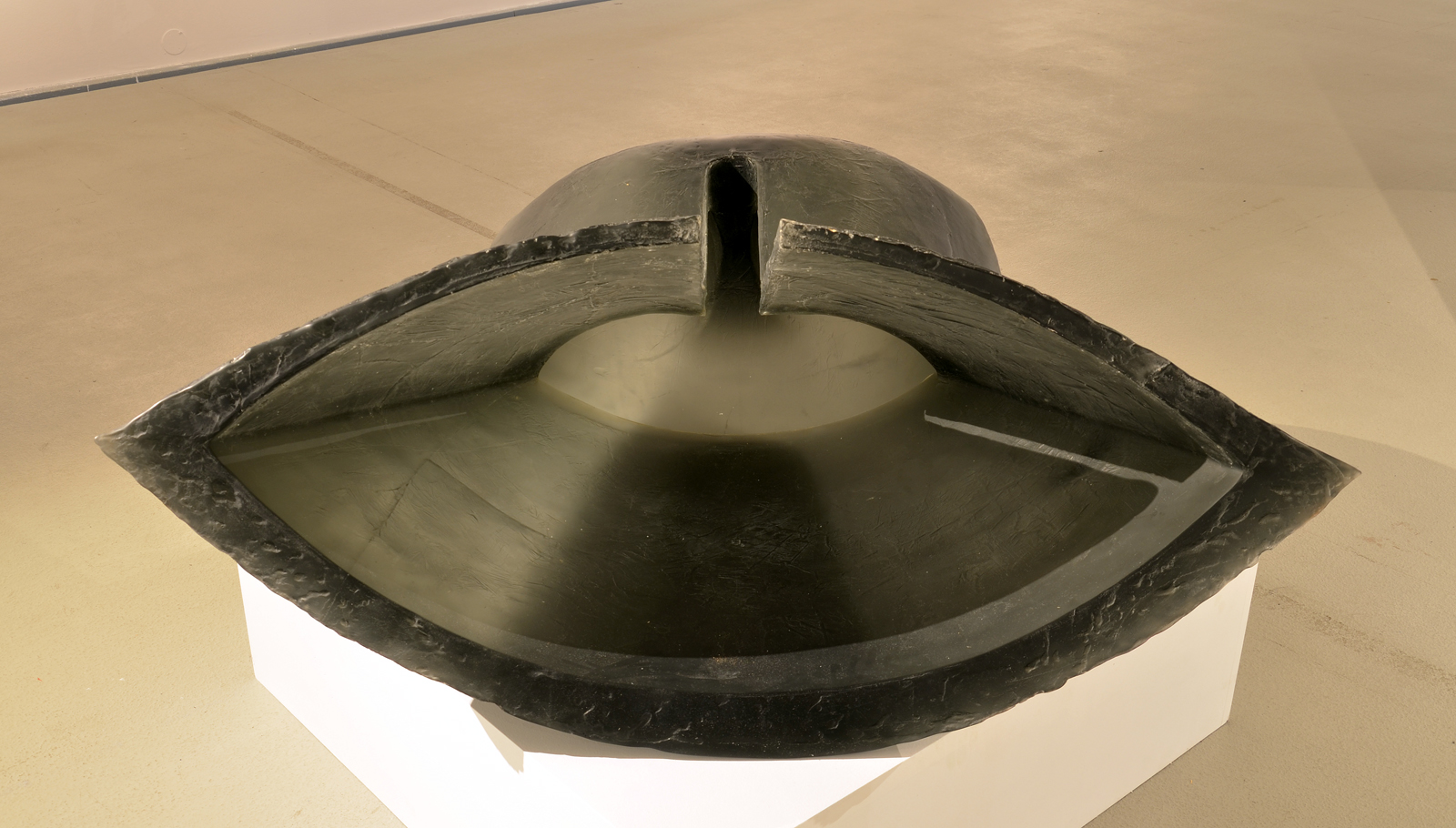
Stanislav Libenský, Jaroslava Brychtová, Ležící, 1999–2000
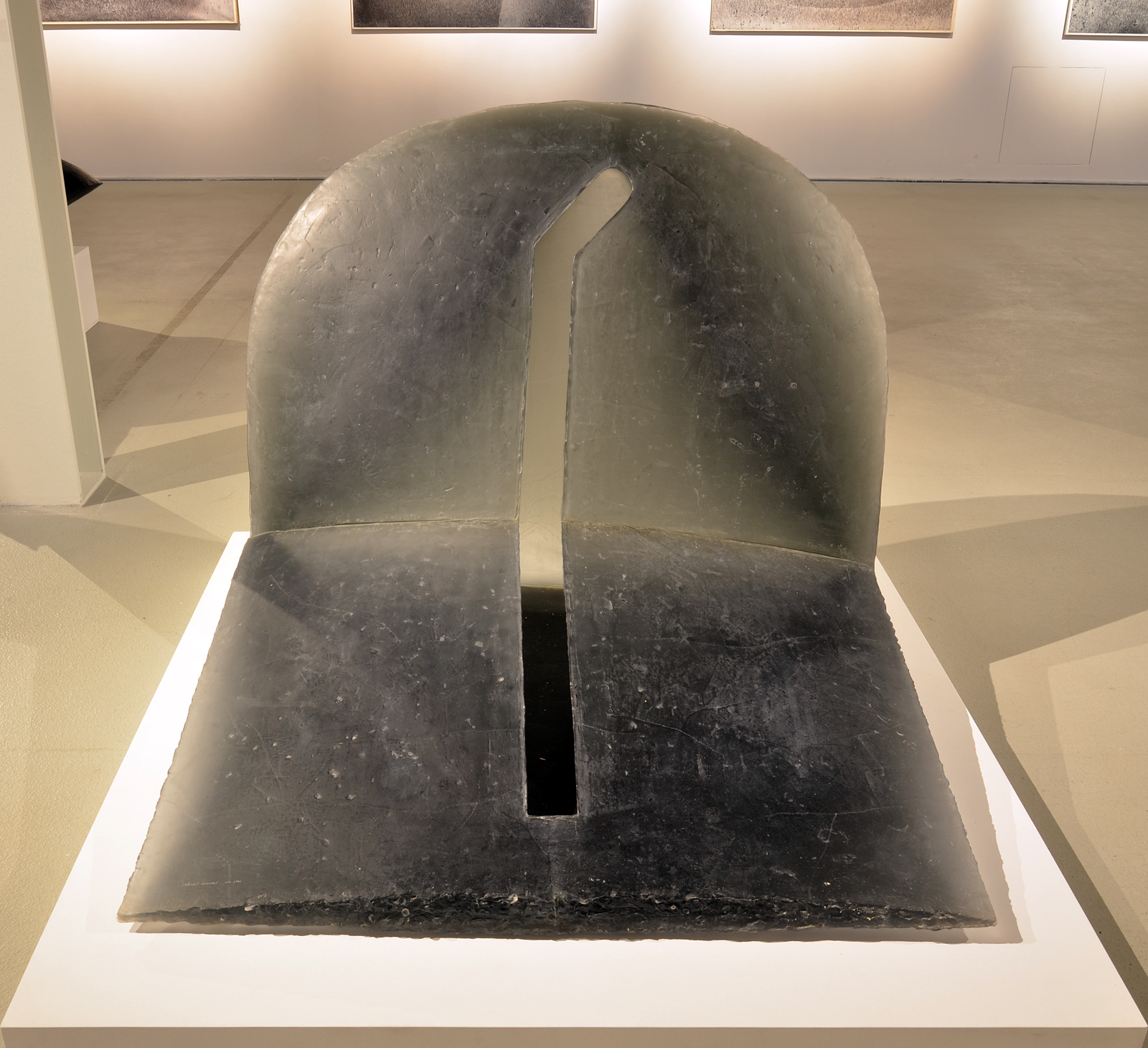
Stanislav Libenský, Jaroslava Brychtová, Sedící, 2001–2002